# Olschansky som Bryder
|  | Denne artikel er oprettet af botten PalnaBot ud fra en ekstern database. Den kan derfor have sproglige fejl eller mangler. Denne skabelon kan fjernes efter kontrol af indholdet. |

Olschansky som Bryder er en film fra 1915 med ukendt instruktør.